# Квінт Теренцій Скавр
Квінт Теренцій Скавр (*Quintus Terentius Scaurus, д/н — після 138) — давньоримський граматик часів імператорів Траяна та Адріана. Розквіт творчості припадає на 98-138 роки.

## Життя та творчість
Походив з роду Теренціїв. Про батьків немає відомостей. Про Скавра також мало відомостей. Практично усе життя провів у Римі, де був відомим в наукових колах.
З його численних творів зберігся тільки невеликий трактат Про орфографію (De orthographia), важливий для історії латинської мови, в якому містилися цитати з різних творів, що не збереглися. У цьому трактаті Теренцій використовував переважно праці Марка Теренція Варрона.
Два інших загиблих твори відомі нам за назвами: «Граматика» (об'ємний посібник з граматики, який намагалися реконструювати на основі фрагментів, що збереглися у інших граматиків: Діомеда, Харісія та Доната) і «Про помилки Цезеллія» (De Caeselli erroribus), полемічний твір, що спростовував погляди сучасного Скавру граматика Луція Цезеллія Віндекса.
Також в доробку були коментарі до поетичного мистецтва Горація, творів Плавта та «Енеїди» Вергілія. Втім ці коментарі не збереглися на тепер.